# Mihnea II Turcitul
Mihnea II Turcitul (Beyoğlu, giugno 1564 – Istanbul, ottobre 1601), fu voivoda (principe) di Valacchia dal 1577 al 1583 e dal 1585 al 1591. Era figlio del voivoda Alexandru II Mircea.

## Biografia

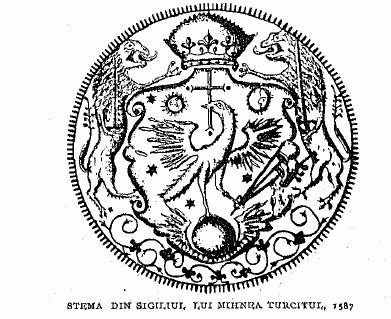
Lo stemma di Mihnea Turcitul.

Mihnea II Turcitul (Mihnea il "divenuto turco") era l'unico figlio del voivoda (principe) Alexandru II Mircea ed Ecaterina Salvaresso. Alla scomparsa del padre, la successione gli venne garantita dall'appoggio dell'Impero ottomano: grazie all'intercessione della madre Ecatarina e della nonna, Doamna Chiajna, Mihnea venne preferito rispetto ad un altro pretendente, un italiano di nome Rosso autoproclamatosi discendente di un altro voivoda defunto.
Praticamente costretto a riconoscere la Valacchia come un suzerain ottomano, Mihnea proseguì con la politica paterna, inasprendo il peso fiscale ai danni dei contadini e spingendoli (1583) ad emigrare in massa verso la Transilvania. I boiardi del regno si lamentarono del loro giovane signore con la Sublime porta, mentre il potente clan dei Craiovești d'Oltenia iniziava una vera e propria ribellione e si cominciava a parlare di una successione in favore di un altro membro della stirpe Drăculești, tale Pătrașcu Radul Popa (presunto illegittimo di Pătrașcu cel Bun). Fu il vero erede di Pătrașcu cel Bun, Petru II Cercel, ad ottenere il benestare degli ottomani ed a spodestare Mihnea dal 1583 al 1585.
Mentre Mihnea restava sotto custodia ottomana a Tripoli, la potente famiglia della madre tornò ad intercedere presso la corte del sultano: la libertà del giovane voivoda venne ricomprata per la cifra esorbitante di 700 000 scudi, mentre al Gran Vizir Koca Sinan Pasha veniva promesso tanto oro quanto 600 cavalli avrebbero potuto portare in cambio della vita di Petru Cercel. Nel 1590, il sultano Murad III accondiscese alle richieste di Mihnea e fece spodestare e decapitare Petru per la somma di 70 000 pezzi d'oro.
Quando però venne meno l'appoggio dei Salvaresso, un anno dopo la morte di Ecatarina (1591) Mihnea venne rimosso dal trono valacco in favore di Ștefan I Surdul. Mihnea si portò in Anatolia, iniziando poi a tramare, senza successo, per occupare il trono di Moldavia. Nel disperato tentativo di riottenere l'appoggio degli ottomani, Mihnea ed il suo figlio primogenito, Radu (poi voivoda Radu IX Mihnea), si convertirono all'Islam. Mihnea venne a questo punto nominato bey del sanjak di Nicopoli, nell'attuale Bulgaria.
Mihnea Turcitul morì ad Istanbul nel 1601. Il luogo di sepoltura è ancora ignoto.